# Adenophora tashiroi
Adenophora tashiroi är en klockväxtart som först beskrevs av Tomitaro Makino och Takenoshin Nakai, och fick sitt nu gällande namn av Tomitaro Makino och Takenoshin Nakai. Adenophora tashiroi ingår i släktet kragklockor, och familjen klockväxter. Inga underarter finns listade i Catalogue of Life.